# Bassaricyonoides
Bassaricyonoides is een geslacht van uitgestorven kleine beren (familie Procyonidae). Dit dier leefde tijdens het Mioceen in Noord-Amerika.

## Fossiele vondsten
Fossielen van Bassaricyonoides dateren uit de North American Land Mammal Age Hemingfordian (20,6 - 16,3 miljoen jaar geleden) en zijn gevonden in de Amerikaanse staten Florida en Nevada en in Panama. Het geslacht omvat twee soorten. Van B. phyllismillerae is een linker onderkaak met kiezen gevonden bij Suwannee River in Florida. Dit fossiel dateert uit het Vroeg-Hemingfordian. B. stewartae is beschreven op basis van kiezen uit Massacre Lake in Nevada. Deze soort leefde in het Laat-Hemingfordian. De Panamese vondst kon die niet tot op soortniveau beschreven worden en is gedaan in de Culebra-kloof. Bassaricyonoides maakt deel uit van de 'Centenario Fauna' uit het Vroeg-Hemingfordian.

## Kenmerken
Bassaricyonoides is een vroege vorm uit de Potosini. Deze kleine beer had het formaat van een hedendaagse olingo. B. phyllismillerae was ongeveer vijftien tot twintig procent groter dan B. stewartae. Het gebit komt overeen met de moderne verwanten en net als de kinkajoe en de olingo's zal Bassaricyonoides hoofdzakelijk vruchten hebben gegeten en tevens insectenlarven en andere ongewervelden.